# إيت سليب بلاي
إيت سليب بلاي (بالإنجليزية: Eat Sleep Play)‏ ، هي شركة أمريكية لصناعة ألعاب الفيديو، وأشتهرت بإنتاج لعبة فيديو تويستد ميتال عام 2012م، وتقع مقرها في مدينة سالت ليك بولاية يوتا الأمريكية.

## وصلات خارجية
- الموقع الرسمي